# Luigi Variara
Luigi Variara, S.D.B. (15. ledna 1875, Viarigi – 1. února 1923, Cúcuta) byl italský římskokatolický kněz a řeholník kongregace Salesiánů Dona Bosca, působící jako misionář v Kolumbii, zakladatel kongregace Dcer Nejsvětějších Srdcí Ježíše a Marie. Katolická církev jej uctívá jako blahoslaveného.

## Život
Narodil se dne 15. ledna 1875 v obci Viarigi v provincii Asti. Jeho rodiči byli Pietro Variara a Livia Bussa.
Ve 12 letech vstoupil do salesiánské oratoře ve Valdoccu v Turíně, kde se při studiu krátce setkal se sv. Janem Boscem, před jeho smrtí roku 1888. Po získání středoškolského vzdělání se dne 17. srpna 1891 připojil ke kongregaci Salesiánů Dona Boska a zahájil v ní období svého noviciátu. Absolvoval filozofická studia na salesiánské škole Valsalice v Turíně. Zde byl jeho velkým vzorem salesiánský kněz Andrea Beltrami. Své doživotní řeholní sliby složil do rukou salesiánského představeného bl. Michaela Ruy.
V roce 1894 přišel kněz Michele Unia hledat duchovního, kterého by s sebou vzal do Kolumbie, aby pomáhal při salesiánských misiích pro malomocné. Ze 188 kandidátů na něj udělal největší dojem, pročež jej také vybral, načež oba odpluli do Kolumbie a do Agua de Dios dorazil spolu s ním 6. srpna 1894. Zde poté vykonával svůj misijní apoštolát v kolonii malomocných, která čítala přes 2000 lidí, z nichž 800 bylo malomocných, o které bylo třeba se starat. Byl zde také roku 1898 vysvěcen na kněze. Ve zpovědnici často sloužil kolem čtyř až pěti hodin.
Když jeho společník Michele Unia roku 1895 zemřel, začal spolupracovat s otcem Crippou. V roce 1905 založil mateřskou školu, pojmenovanou na počest otce Michele Unia.
Když viděl, že malomocní a jejich děti nemohli vstoupit do řeholního života i přes to, že často měli řeholní povolání, rozhodl se založit novou ženskou řeholní kongregaci, do které by mohli vstoupit. Rozhodl se tak učinit se svolením bogotského arcibiskupa Bernarda Herrery Restrepa, po jehož souhlasu kongregaci Dcer Nejsvětějších Srdcí Ježíše a Marie 7. května 1905 definitivně založil. Jím založená kongregace se poté rychle rozrůstala o nové členky i řeholní domy.
Kromě Agua de Dios vystřídal také další působiště, jako Mosquera , Contratación, Bogota nebo Barranquilla. V roce 1921 souhlasil s odjezdem do Tariby ve Venezuele. Zde již trpěl špatným zdravím a starali se o něj místní lékaři. Na jejich doporučení se přestěhoval do Cúcuta v Kolumbii v naději, že zdejší klima pro něj bude příznivé. Jeho zdravotní stav se však nadále zhoršoval a dne 1. února 1923 v Cucuta zemřel. Roku 1932 byly jeho ostatky přeneseny do Agua de Dios.

## Úcta
Dne 2. dubna 1993 jej papež sv. Jan Pavel II. podepsáním dekretu o jeho hrdinských ctnostech prohlásil za ctihodného.
Blahořečen byl dne 14. dubna 2002 na Svatopetrském náměstí papežem sv. Janem Pavlem II.
Jeho památka je připomínána 1. února. Bývá zobrazován v kněžském oděvu. Je patronem jím založené kongregace.